# Mirja Saari
Mirja Helena Saari, född 1943 i Helsingfors, är en finländsk filolog, fil.dr 1975, dotter till teologen Lennart Pinomaa. Hon blev 1976 biträdande professor i nordisk filologi och 1988 professor i nordiska språk vid Helsingfors universitet. 
Saaris forskningsområden är sociolingvistik och tvåspråkighet. Hon disputerade på en avhandling om den talade svenskan i Helsingfors och har senare forskat i äldre nysvensk syntax och kommunikationsmönster i Helsingforssvenska, Helsingforsfinska och Sverigesvenska. Hon har lett ett flertal projekt: under åren 1997–2000 var hon finländsk representant i nätverket Språkkontakt och ungdomsspråk i Norden och 2000–2003 finländsk koordinator i Språklig emancipation i Sverige och Finland. Hon har innehaft talrika förtroendeposter inom och utanför universitetet, bland annat som ordförande för direktionen för Hanaholmens kulturcentrum 1994–2003 och som medlem av konsistoriet vid Helsingfors universitet 2004–2006. Hon är ledamot av Hugo Bergroth-sällskapet.

## Priser och utmärkelser
- 1997 – Stipendium till Harry Martinsons minne